# Matthew Lowton
Matthew John Lowton (Chesterfield, 9 de junho de 1989) é um futebolista profissional inglês que joga como lateral-direito. Atualmente, joga no Precision, dos Emirados Árabes.

## Carreira
Matt começou a carreira profissional no Sheffield United em 2007. Dois anos depois, foi emprestado ao clube húngaro Ferencvárosi.[carece de fontes?] Em 2012, foi vendido ao  Aston Villa por três milhões de libras. Três anos depois, Lowton assinou um contrato de três anos com o Burnley.